# Pterolophia scripta
Pterolophia scripta là một loài bọ cánh cứng trong họ Cerambycidae.